# Antepipona scutellaris
Antepipona scutellaris är en stekelart som beskrevs av Giordani Soika 1985. Antepipona scutellaris ingår i släktet Antepipona och familjen Eumenidae. Inga underarter finns listade i Catalogue of Life.